# Emmendorf
Emmendorf er en kommune i Samtgemeinde Bevensen-Ebstorf i den nordlige del af Landkreis Uelzen i den nordøstlige del af tyske delstat Niedersachsen, og en del af Metropolregion Hamburg. Kommunen har et areal på knap 11 km², og en befolkning på knap 750 mennesker.

## Geografi
Kommunen ligger cirka midtvejs mellem Uelzen og Bad Bevensen. Floden Ilmenau og Elbe-Seitenkanal løber gennem kommunen. I den nordøstlige ende af kommune ligger Jastorfer See (de) i naturschutzgebiet Vogelfreistätte Jastorfer See (de) .

### Inddeling
Ud over Emmendorf ligger landsbyerne Emmendorf, Heitbrack, Nassennottorf og Walmstorf i kommunen. Heitbrack og Walmstorf var ind til 1972 selvstændige kommuner.